# Galeodumus colognatoi
Galeodumus colognatoi är en spindeldjursart som beskrevs av Roewer 1960. Galeodumus colognatoi ingår i släktet Galeodumus och familjen Galeodidae. Inga underarter finns listade i Catalogue of Life.